# Piero Cosmin
Piero Cosmin (Quiliano, 27 giugno 1903 – Varese, maggio 1945) è stato un militare e prefetto italiano, volontario pluridecorato nel corso della guerra di Spagna all'indomani dell'armistizio dell'8 settembre 1943 divenne prefetto e poi capo della Provincia di Verona e di Venezia.

## Biografia
Piero Cosmin era figlio di Andrea e Isabella Ruzza, studente dell'Istituto nautico, Piero Cosmin il 12 novembre 1920 aderisce ai Fasci italiani di combattimento, entrando nella Squadra d'azione "Disperata" di Savona e diventando segretario federale di Quiliano, suo paese natio. Nel 1922 prese parte alla Marcia su Roma.
Nel 1923 dopo aver terminato anche i corsi per Allievo ufficiale svolse il Servizio militare imbarcato sulle navi Conte di Cavour e Giulio Cesare. Terminata la leva, prestò servizio nella Regia Marina fino al 1936. Durante la guerra d'Etiopia fu imbarcato sulla nave "Piemonte" che si occupava dei trasporti verso l'Africa Orientale. Nel 1933 entrò a far parte del direttorio fascista di Savona con il grado corrispondente della MVSN di capomanipolo.

### La guerra di Spagna
Partecipò come volontario alla guerra civile spagnola come capomanipolo della Milizia Volontaria per la Sicurezza Nazionale nell'8° gruppo Banderas della 2ª Divisione CC.NN. "Fiamme Nere". Cosmin prese parte alla Battaglia di Guadalajara dove, in qualità di ufficiale informatore, fu costantemente impiegato nelle formazioni più avanzate ottenendo una prima croce di guerra al valor militare per aver contribuito alla cattura di un carro armato avversario. In seguito prese parte alla Battaglia di Santander e alla Battaglia d'Aragona.

### La seconda guerra mondiale
Alla vigilia dell'armistizio dell'8 settembre 1943 fu inviato a Verona per gestire l'amministrazione controllata di un'azienda. Proprio mentre si trova nel capoluogo scaligero, riceve la notizia dell'armistizio; il 14 settembre, dopo aver tentato invano di contattare le gerarchie fasciste, riapre il fascio di Verona, che era stato chiuso immediatamente dopo l'armistizio. Aderì alla Repubblica Sociale Italiana e fu il Capo della Provincia di Verona (settembre 1943 - maggio 1944) e di Venezia (maggio - luglio 1944) della RSI.
In qualità di Capo della Provincia di Verona provvide a prendere in consegna gli ex gerarchi fascisti (Galeazzo Ciano, Giovanni Marinelli, Luciano Gottardi, Carlo Pareschi, Emilio De Bono e Tullio Cianetti) che avevano votato l'ordine del giorno Grandi durante il Gran consiglio del 25 luglio 1943, i quali furono condannati a morte dal tribunale straordinario di Verona nel 1944. Accanito accusatore dei gerarchi "traditori", manifestò un antisemitismo intransigente e duro. Nei primi giorni del 1945 Guido Buffarini Guidi lo impiegò presso il Ministero dell'Interno.
Cosmin morì di tisi nel maggio 1945 a Varese, ospite della casa di cura La Quiete. La sorella Teodora che era maestra elementare a Quiliano, fu sequestrata dai partigiani alla stazione di Savona metre rientrava in città dopo i funerali del fratello e assassinata